# Giovanna II di Napoli
Giovanna II d'Angiò-Durazzo, nota anche come Giovanna II di Napoli (Zara, 25 giugno 1371 – Napoli, 2 febbraio 1435), figlia del re Carlo III d'Angiò-Durazzo e della regina Margherita di Durazzo, succedette sul trono di Napoli al fratello Ladislao I, deceduto privo di eredi legittimi. Fu regina di Napoli, dalla morte del fratello, nel 1414, alla sua nel 1435.
Utilizzava formalmente anche i titoli di regina titolare d'Ungheria, di Gerusalemme, di Dalmazia, di Croazia, di Rama, di Serbia, di Galizia, di Lodomeria, di Cumania, di Bulgaria, nonché contessa di Provenza, di Forcalquier e di Piemonte.
Essendo ella priva di prole, alla sua morte si estinse la casata degli Angiò-Durazzo e definitivamente la dinastia degli Angioini. A succedere a Giovanna II sul trono sarà Renato di Valois-Angiò con il nome di Renato I, fratello dell'erede designato dalla regina, Luigi III, che però morì prima di lei. Luigi III e suo fratello Renato erano membri della famiglia dei Valois-Angiò, che dal 1380 rivendicavano il trono di Napoli e si fregiavano, ma solo formalmente, del titolo di re di Napoli, in virtù del diritto ereditario che la regina Giovanna I d'Angiò aveva concesso a Luigi I di Valois-Angiò, prima di essere spodestata da Carlo III, padre di Giovanna II.

## Biografia

### L'ascesa al trono

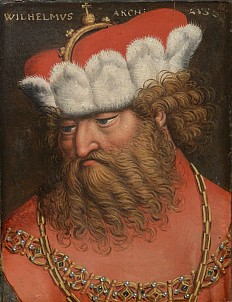
Il primo consorte di Giovanna, Guglielmo I d'Asburgo

Tra le prime donne sovrane europee, Giovanna quando salì al trono aveva 41 anni ed era già vedova del primo marito, il duca Guglielmo I d'Asburgo, sposato nel 1401 e morto cinque anni dopo. Fin dal principio del suo regno ebbero molta influenza presso di lei e nella gestione degli affari di Stato i cosiddetti "favoriti", personaggi illustri e ambiziosi spesso legati alla sovrana anche da legami sentimentali. La tradizione dei favoriti iniziò subito dopo l'ascesa al trono di Giovanna, quando nelle sue grazie entrò Pandolfello Piscopo, detto Alopo per la calvizie.

### Il matrimonio con Giacomo di Borbone

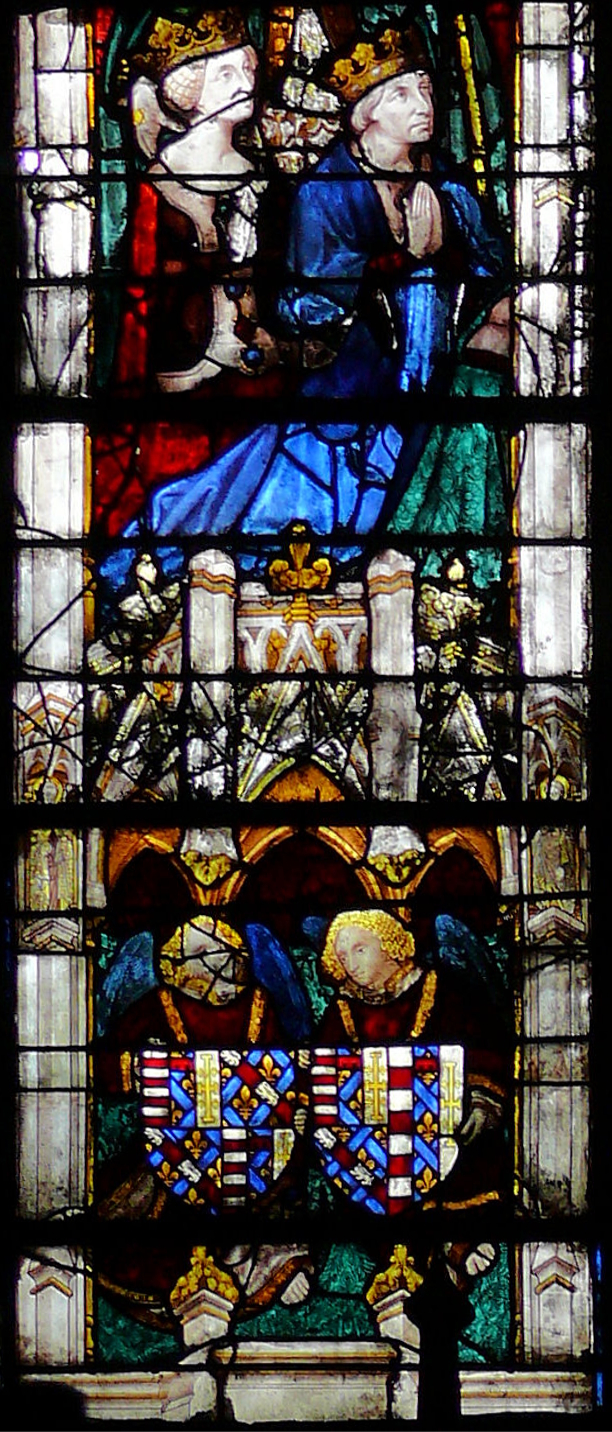
Giovanna II di Napoli con il secondo marito Giacomo II di Borbone-La Marche nella Cattedrale di Chartres-Chapelle Vendôme

La corte e la nobiltà napoletana le consigliarono vivamente di contrarre presto un nuovo matrimonio, in modo da assicurarsi una discendenza legittima, consolidare la stabilità degli Angioini sul trono e allontanare da sé il rischio di una nuova rivendicazione da parte di Luigi II d'Angiò, che era già stato fiero rivale di re Ladislao I. La scelta cadde su Giacomo II di Borbone, conte di La Marche, che poteva assicurare alla regina anche l'importante sostegno della monarchia francese.
Il 10 agosto 1415 furono celebrate le nozze. Giovanna negò al marito il titolo regio, attribuendogli soltanto i titoli di Principe di Taranto e Duca di Calabria. Ma le intenzioni dello sposo erano ben altre: subito dopo le nozze, Giacomo fece uccidere Pandolfello e stabilì il suo controllo diretto sulla corte attraverso funzionari francesi di sua fiducia, costringendo Giovanna a riconoscergli il titolo di re di Napoli. La prepotenza del sovrano consorte suscitò i malumori dei baroni napoletani.

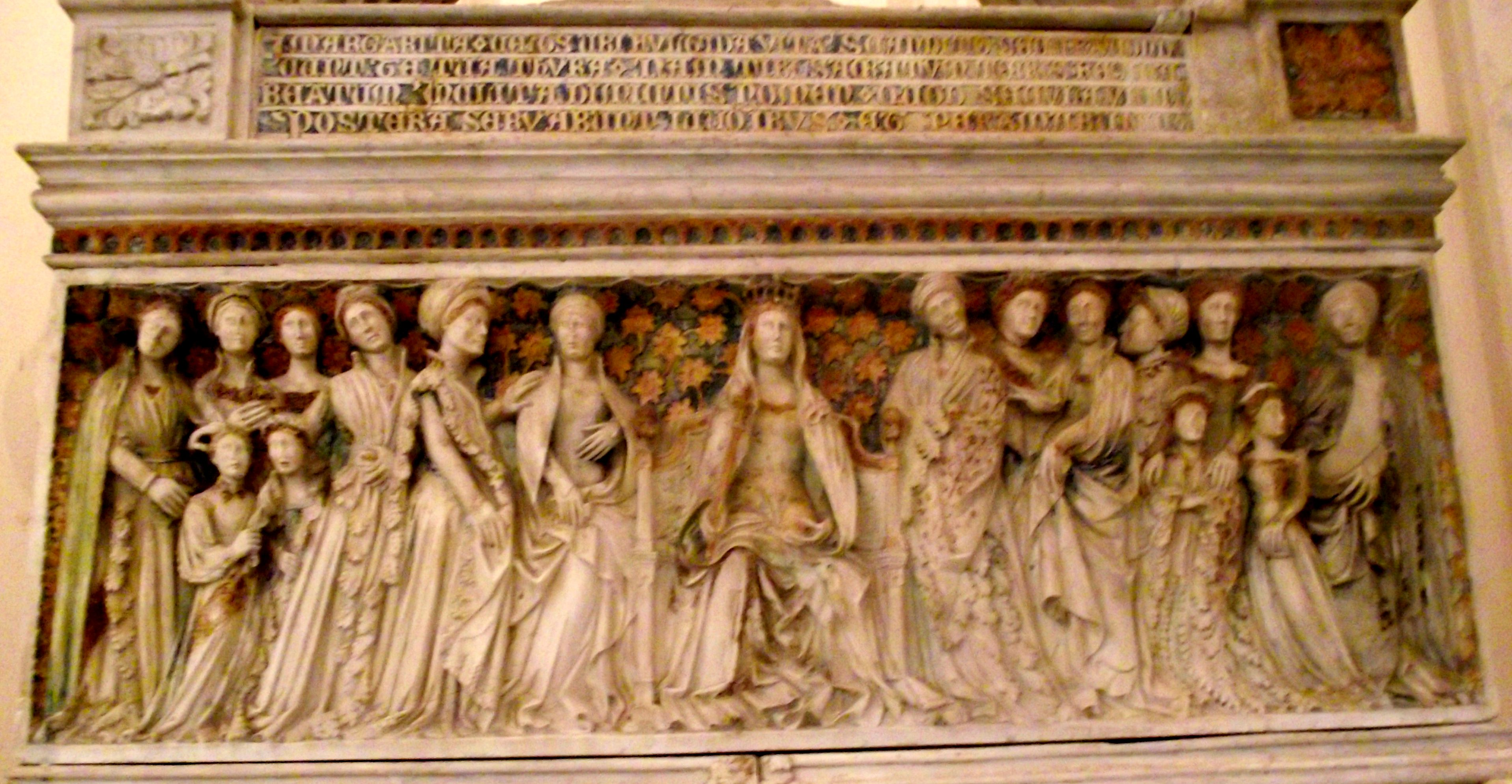
Margherita di Durazzo, madre di Giovanna II, rappresentata in un monumento funebre degli inizi del XV secolo in stile gotico nel Duomo di Salerno.

Nel settembre del 1416 la nobiltà scatenò contro Giacomo violenti tumulti nella capitale, finché questi non si vide costretto a rinunciare al titolo regio e rispedire in Francia i funzionari che gli garantivano il controllo della corte di Napoli. È in questo periodo che Giovanna diede inizio a quella che passerà alla storia come la più celebre e discussa delle sue relazioni. Favorito della regina diventò l'ambizioso Sergianni Caracciolo, che acquisirà negli anni un enorme potere. Estromesso dalle vicende di governo e frenato nei suoi propositi di potere, nel 1418 Giacomo di La Marche decise di abbandonare Napoli e di ritirarsi in Francia, dove vestì l'abito dei francescani fino alla morte (1438).

### La rottura con Papa Martino V

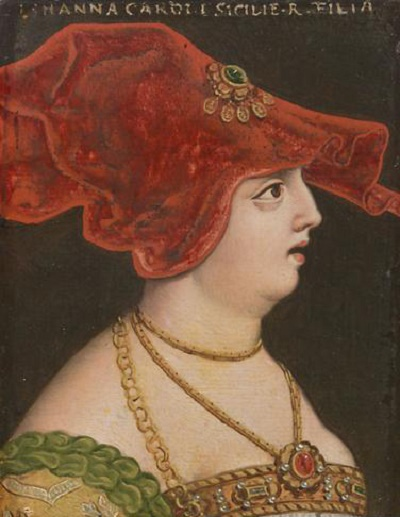
Giovanna II d'Angiò-Durazzo

Uscito di scena il marito scomodo e presuntuoso, Giovanna poté finalmente celebrare la sua incoronazione. Il 19 ottobre 1419 fu consacrata unica e legittima sovrana di Napoli con il nome di Giovanna II.
Ma è a questo punto che ha inizio quel lungo capitolo del regno di Giovanna segnato dalle aspre lotte di potere fra i vari pretendenti e gli eredi adottivi. Lo scoppio delle ostilità è legato all'incrinatura nei rapporti fra la regina e il papa Martino V, eletto al soglio pontificio alla ricomposizione dello Scisma d'occidente. Le relazioni fra il Papato e il Regno di Napoli erano fin dalle origini regolate dal rapporto di vassallaggio di quest'ultimo alla Chiesa, il che aveva portato molti pontefici a svolgere un ruolo attivo nelle vicende del reame napoletano.
In virtù della sua signoria feudale sul meridione d'Italia, Martino V chiese alla regina sostegno economico per la ricostituzione del suo esercito. Giovanna, istigata dal Caracciolo, negò l'aiuto al pontefice, che, incollerito, decise di passare alla rappresaglia. Trovare sostenitori non fu difficile: il papa ebbe subito l'appoggio di Luigi III d'Angiò, figlio del rivale di Ladislao e anch'egli pretendente al trono di Napoli in virtù del diritto ereditario che la regina Giovanna I aveva conferito al nonno Luigi I prima di essere spodestata e uccisa da Carlo III, padre di Giovanna II.

### Luigi III d'Angiò-Valois e Alfonso V d'Aragona

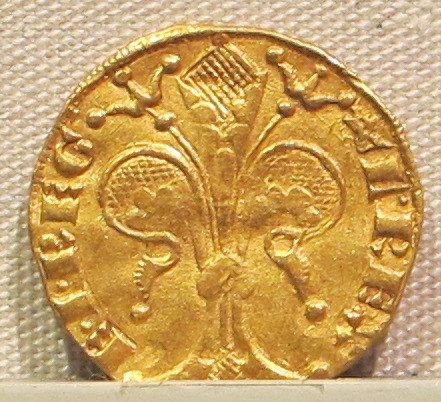
Moneta con l'effigie del giglio emessa sotto il regno di Giovanna

Nel 1420 Luigi III sbarcò sui lidi campani alla conquista del regno. La situazione di Giovanna sembrò prossima a precipitare, ma fu in questo momento che il papa, nel tentativo di trarre immediati vantaggi dalla minaccia scagliata contro la sovrana napoletana, si finse mediatore della controversia e convocò a Firenze gli ambasciatori delle due parti per cercare un compromesso. L'ambasceria di Giovanna smascherò la posizione ambigua del pontefice e portò alla regina un potente alleato: il re Alfonso V d'Aragona, al quale fu promessa la nomina a erede al trono.
L'assedio di Napoli da parte delle truppe di Luigi venne interrotto proprio dall'arrivo delle navi aragonesi, che giungevano a siglare l'accordo con la regina in attesa della venuta di Alfonso stesso, che entrò nella capitale nel luglio del 1421.
Mentre Luigi perdeva l'appoggio del papa, stanco di una guerra costosa e infruttuosa, i rapporti fra Giovanna e Alfonso si incrinarono improvvisamente. Il re d'Aragona mostrava una sfacciata aspirazione al potere assoluto sul reame e non faceva mistero del suo odio verso il potente Sergianni Caracciolo. La rottura fra i due sovrani fu ancora più evidente quando Giovanna prese dimora a Castel Capuano mentre Alfonso stabilì la sua corte in Castel Nuovo.
Nel maggio del 1423 lo scontro diventò armato: Alfonso fece arrestare il Caracciolo e lanciò i suoi soldati all'assedio di Castel Capuano, dove le guarnigioni della regina respinsero l'attacco. Con uno scambio di prigionieri, Sergianni tornò libero e insieme a Giovanna fuggì ad Aversa. Qui la sovrana si riavvicinò a Luigi d'Angiò, al punto da dichiarare decaduta l'adozione di Alfonso e adottare al suo posto, come figlio ed erede, proprio Luigi, discendente degli antichi rivali dei Durazzo. Per Alfonso le circostanze peggioravano, ma ormai la sua ingombrante presenza stava per lasciare lo scenario napoletano. Il re fu richiamato in patria dagli scontri fra i suoi fratelli e il Regno di Castiglia e per qualche anno si tenne lontano dalle vicende del sud Italia. La riconquista da parte dei soldati di Giovanna fu rapida e indolore: nell'aprile del 1424 Napoli tornò nelle mani della sovrana e le milizie aragonesi lasciate da Alfonso si diedero alla fuga.

### Il tramonto degli Angioini di Napoli

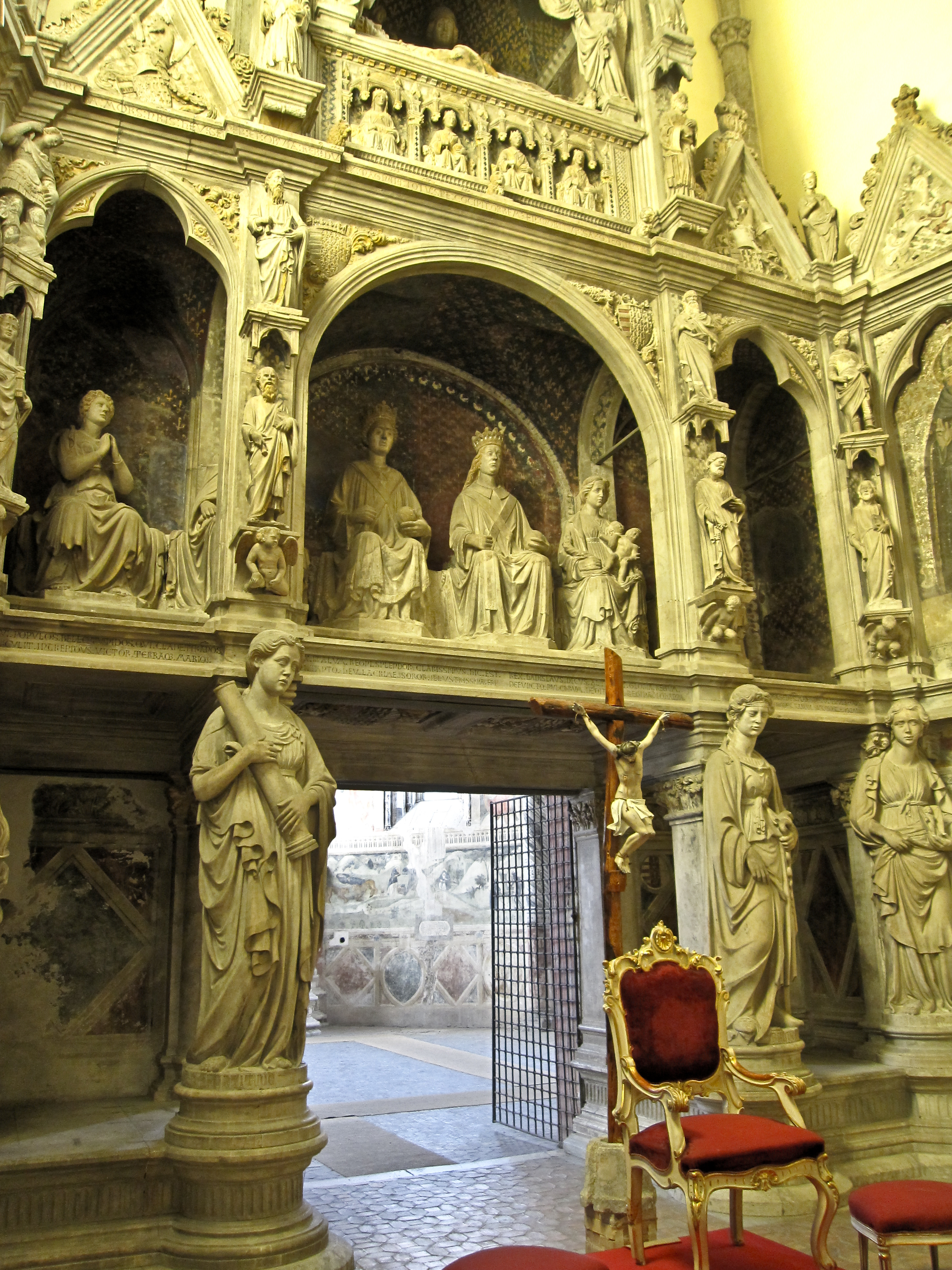
Mausoleo di Ladislao I, con la statua che lo raffigura accanto a quella della sorella Giovanna II (Chiesa di San Giovanni a Carbonara, Napoli)

Gli anni seguenti del regno di Giovanna II furono caratterizzati da un clima di pace. Luigi d'Angiò fu stimato e benvoluto dalla corte e dai sudditi e dimorò nel suo feudo calabrese in attesa della chiamata al trono. La regina restava a Napoli, dove tutto il potere politico era di fatto nelle mani di Sergianni Caracciolo. Ma l'antica coppia stava per vivere l'ultimo atto della sua lunga storia.
La sfrenata ambizione del Caracciolo, sempre più avido di potere e ricchezze, cominciò a irritare la regina, stanca della posizione di sottomissione ai voleri di quell'uomo che lei stessa aveva reso così potente. Opportunamente consigliata dalla sua corte, il 19 agosto 1432 Giovanna fece eseguire l'assassinio di Sergianni, ucciso a pugnalate da un gruppo di sicari nelle stanze di Castel Capuano. Ma per Luigi d'Angiò, risultato vincitore nella contesa con Alfonso d'Aragona, il momento della salita al trono non sarebbe arrivato mai. Nel novembre del 1434, a Cosenza, l'erede designato morì senza potere accedere al diritto dinastico faticosamente conquistato. Giovanna, ormai anziana, dispose nel proprio testamento che alla sua morte la corona passasse al fratello di Luigi, Renato I d'Angiò.
La regina Giovanna II morì a Napoli il 2 febbraio 1435, all'età di quasi 64 anni. Fu sepolta nella basilica della Santissima Annunziata Maggiore, a Napoli. Con la sua scomparsa si consumava la caduta definitiva della dinastia degli Angiò-Durazzo dal trono di Napoli e l'estinzione della discendenza di Carlo III. Per la potente casata francese, assurta agli onori della regalità con Carlo I, la morte di Giovanna rappresenta la fine del dominio sul Regno di Napoli.
Durante tutte le intricate vicende del regno di Giovanna II, ebbe un ruolo di primo piano Gaspare Bonciani, potente banchiere fiorentino attivo a Napoli già all'indomani della morte del fratello di Giovanna,
Ladislao. I suoi interventi amministrativi e diplomatici risultarono spesso decisivi per le sorti della regina.

## Gli anni successivi alla morte di Giovanna II
Il periodo seguente alla scomparsa della regina sarà travagliato dal lungo conflitto fra Renato d'Angiò e Alfonso V d'Aragona, tornato a rivendicare i propri diritti sul regno. Dopo sette anni di regno, Renato fu spodestato e cacciato da Alfonso, che si insediò sul trono nel 1442 con il nome di Alfonso I, detto il Magnanimo e fu poi anche nominato Re di Gerusalemme. Da lui discenderà la dinastia degli Aragonesi di Napoli, che reggerà le sorti del regno fino al 1496, anno della detronizzazione di Ferdinando II. Nel 1503 i regni di Napoli e Sicilia, riunificati da Ferdinando II il Cattolico, saranno annessi alla corona di Spagna e costituiti in vicereame.

## Leggende
Nei racconti tramandati dall'oralità popolare, gli episodi più oscuri sono relativi proprio a Giovanna II, che, forse per la sua propensione alle relazioni discusse, si prestava meglio a incarnare i vizi che le venivano attribuiti. Si racconta che la regina ospitasse nella sua alcova amanti di ogni genere ed estrazione sociale, addirittura rastrellati dai suoi emissari fra i giovani popolani di bell'aspetto. Per tutelare il suo buon nome, Giovanna non avrebbe esitato a disfarsi di loro appena soddisfatte le sue voglie. Proprio a questo proposito si è narrato per secoli che la regina disponesse, all'interno di Castel Nuovo, noto come Maschio Angioino, di una botola segreta: i suoi amanti, esaurito il loro compito, venivano gettati in questo pozzo e divorati da mostri marini. Quando la leggenda partorì la fantomatica storia di un coccodrillo che attraversando il Mediterraneo si era portato dall'Africa fino ai sotterranei del castello, il temibile alligatore diventò nell'immaginario collettivo l'artefice dell'orrenda fine degli amanti di Giovanna. Ma la leggenda, forse proprio perché macabra e inquietante, ha finito con l'accrescere la popolarità e la curiosità verso Giovanna I e Giovanna II di Napoli, chiamate entrambe a governare un regno al centro delle contese in un momento storico fra i più difficili e tormentati.
Nel borgo di Arquata del Tronto secondo la tradizione locale la regina avrebbe soggiornato dal 1420 al 1435 nella rocca di Arquata del Tronto utilizzandola come residenza nel periodo estivo e come punto di sosta a causa della posizione strategica durante i suoi spostamenti, dopo essere stata incoronata regina dal pontefice Martino V. La tradizione vuole che il fantasma della sovrana si aggiri ancora oggi fra gli spalti del maniero e sono note le rievocazioni storiche medievali con corteo in costume storico che avvengono il 19 agosto.

### La distruzione diSatrianum
Le leggende narrano due episodi separati che furono causa l'uno, l'altro o forse entrambi, della distruzione della roccaforte longobarda e sede vescovile Satrianum. Secondo il primo intorno al 1420-1430 la regina Giovanna fece condurre da Terlizzi, piccolo borgo pugliese, una giovane dama di compagnia scortata da milizie del Regno, diretta verso mete ancora indefinite, probabilmente Napoli o Salerno. Quando il drappello attraversò la città di Satrianum, la bellissima nobildonna venne rapita scatenando l'ira della regina, la quale, dopo l'affronto subito, ordinò una tremenda vendetta: la distruzione dell'intero abitato. I suoi ordini furono inderogabili: la città venne quasi del tutto rasa al suolo, al giorno d'oggi rimane infatti soltanto la torre di chiara origine normanna e qualche altro rudere a testimoniare la fatalità dell'attacco subito. Ma la distruzione di Satrianum non fu solo il risultato di un folle gesto di rappresaglia, ci fu in realtà anche una seconda causa: in quegli anni infatti la regina si trovò a fare visita all'insediamento dove risiedeva il nobile Baronetto del quale si era innamorata. Una volta scoperto, però, che questi non le corrispondeva lo stesso amore perché invaghito della damigella di corte Seal, la sua ira fu tremenda; così, una volta fatto ritorno nella sua corte, ordinò ai suoi uomini di mettere "a ferro e fuoco" il paese.

## Nella cultura di massa
- Giovanna II è protagonista di un'opera di Carlo Coccia, basata su un libretto di Gaetano Rossi, rappresentata per la prima volta il 12 marzo 1840, che tratta in chiave estremamente romanzata l'ultima fase del suo regno.

## Ascendenza
|                             |                     |                     | Genitori              |  |  | Nonni |  |  | Bisnonni            |  |  | Trisnonni        |  |
|                             |                     |                     |                       |  |  |       |  |  | Giovanni di Gravina |  |  | Carlo II d'Angiò |  |
|                             |                     |                     |                       |  |  |       |  |  | Giovanni di Gravina |  |  | Carlo II d'Angiò |  |
|                             |                     | Maria d'Ungheria    |                       |  |  |       |  |  | Giovanni di Gravina |  |  |                  |  |
| Luigi di Durazzo            |                     |                     |                       |  |  |       |  |  | Giovanni di Gravina |  |  |                  |  |
|                             |                     | Agnese del Périgord | Elia IX di Talleyrand |  |  |       |  |  |                     |  |  |                  |  |
|                             |                     | Agnese del Périgord | Elia IX di Talleyrand |  |  |       |  |  |                     |  |  |                  |  |
|                             |                     | Agnese del Périgord | Brunissende de Foix   |  |  |       |  |  |                     |  |  |                  |  |
| Carlo III d'Angiò-Durazzo   |                     | Agnese del Périgord |                       |  |  |       |  |  |                     |  |  |                  |  |
|                             |                     | Roberto Sanseverino | Tommaso Sanseverino   |  |  |       |  |  |                     |  |  |                  |  |
|                             |                     | Roberto Sanseverino | Tommaso Sanseverino   |  |  |       |  |  |                     |  |  |                  |  |
|                             |                     | Roberto Sanseverino | Sveva d'Avezzano      |  |  |       |  |  |                     |  |  |                  |  |
| Margherita Sanseverino      |                     | Roberto Sanseverino |                       |  |  |       |  |  |                     |  |  |                  |  |
|                             |                     | Jacopa di Bosco     | ?                     |  |  |       |  |  |                     |  |  |                  |  |
|                             |                     | Jacopa di Bosco     | ?                     |  |  |       |  |  |                     |  |  |                  |  |
|                             |                     | Jacopa di Bosco     | ?                     |  |  |       |  |  |                     |  |  |                  |  |
| Giovanna II d'Angiò-Durazzo |                     | Jacopa di Bosco     |                       |  |  |       |  |  |                     |  |  |                  |  |
|                             | Giovanni di Gravina | Carlo II d'Angiò    |                       |  |  |       |  |  |                     |  |  |                  |  |
|                             | Giovanni di Gravina | Carlo II d'Angiò    |                       |  |  |       |  |  |                     |  |  |                  |  |
|                             | Giovanni di Gravina | Maria d'Ungheria    |                       |  |  |       |  |  |                     |  |  |                  |  |
| Carlo di Gravina            | Giovanni di Gravina |                     |                       |  |  |       |  |  |                     |  |  |                  |  |
|                             |                     | Agnese del Périgord | Elia IX di Talleyrand |  |  |       |  |  |                     |  |  |                  |  |
|                             |                     | Agnese del Périgord | Elia IX di Talleyrand |  |  |       |  |  |                     |  |  |                  |  |
|                             |                     | Agnese del Périgord | Brunissende de Foix   |  |  |       |  |  |                     |  |  |                  |  |
| Margherita di Durazzo       |                     | Agnese del Périgord |                       |  |  |       |  |  |                     |  |  |                  |  |
|                             |                     | Carlo d'Angiò       | Roberto d'Angiò       |  |  |       |  |  |                     |  |  |                  |  |
|                             |                     | Carlo d'Angiò       | Roberto d'Angiò       |  |  |       |  |  |                     |  |  |                  |  |
|                             |                     | Carlo d'Angiò       | Jolanda d'Aragona     |  |  |       |  |  |                     |  |  |                  |  |
| Maria d'Angiò               |                     | Carlo d'Angiò       |                       |  |  |       |  |  |                     |  |  |                  |  |
|                             |                     | Maria di Valois     | Carlo di Valois       |  |  |       |  |  |                     |  |  |                  |  |
|                             |                     | Maria di Valois     | Carlo di Valois       |  |  |       |  |  |                     |  |  |                  |  |
|                             |                     | Maria di Valois     | Mahaut di Châtillon   |  |  |       |  |  |                     |  |  |                  |  |
|                             |                     | Maria di Valois     |                       |  |  |       |  |  |                     |  |  |                  |  |